# Götterblumen
Die Götterblumen (Dodecatheon) waren eine Pflanzengattung innerhalb der Familie der Primelgewächse (Primulaceae). Die Dodecatheon-Arten werden seit 2007 als Sektion Primula sect. Dodecatheon in der Gattung Primula (Primeln) eingegliedert. Sie ist in Nordamerika verbreitet.

## Beschreibung

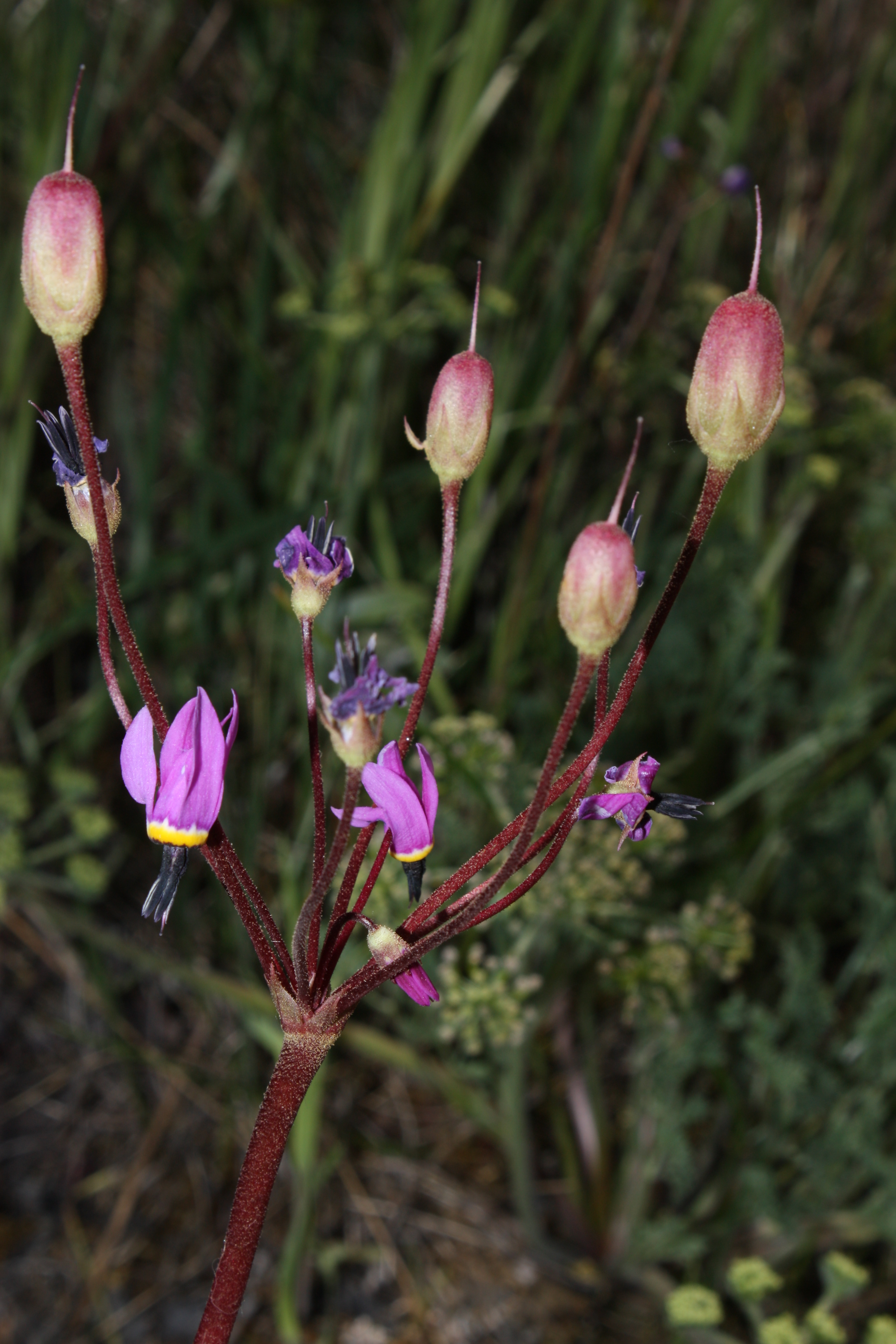
Blüten und junge Früchte von Primula hendersonii

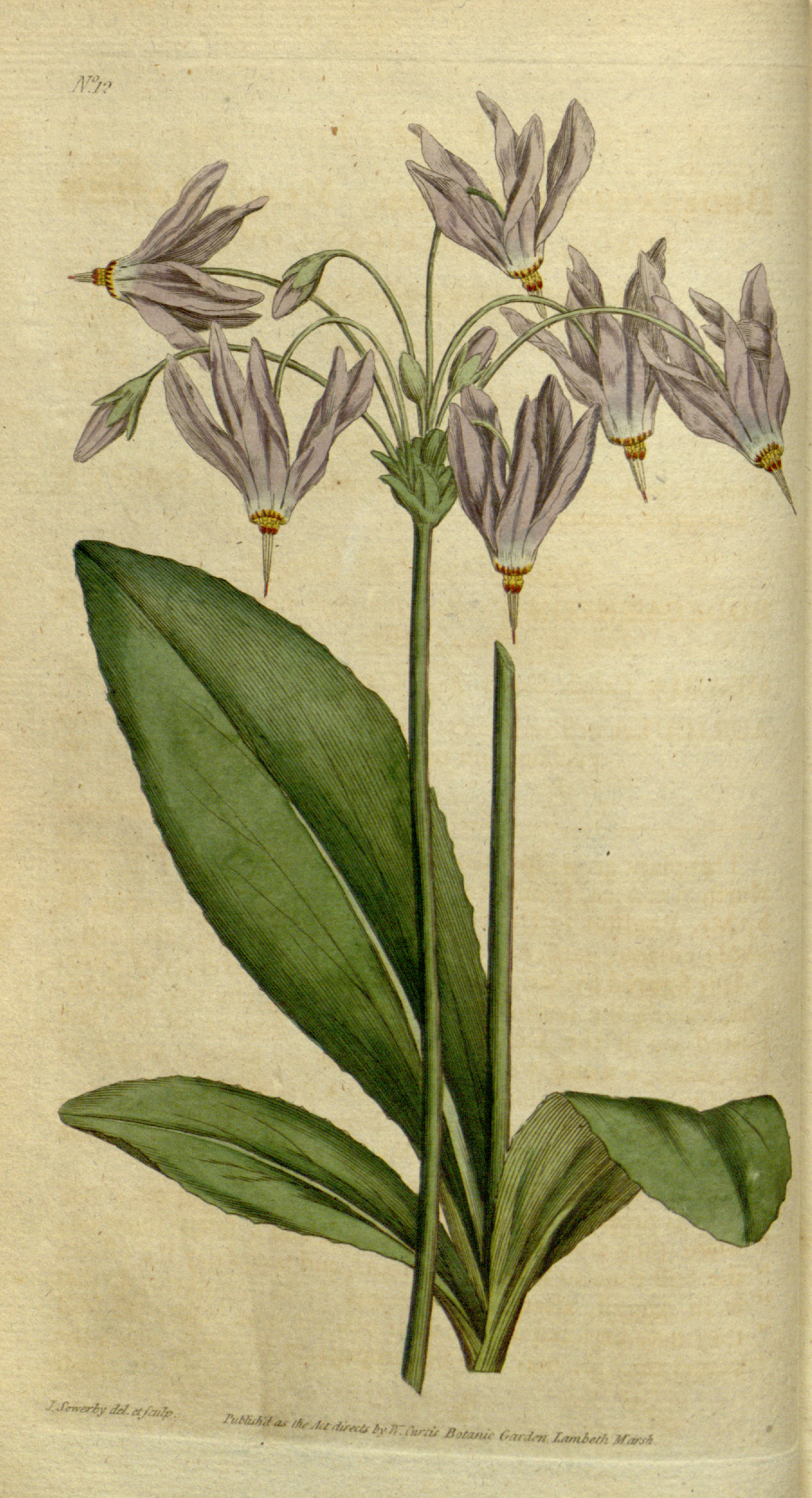
Illustration von Primula meadia aus The Botanical Magazine, Volume 1, 1787, Tafel 12

### Vegetative Merkmale
Die Götterblumen-Arten sind ausdauernde (perennierende), krautige Pflanzen und erreichen Wuchshöhen von 5 bis 50 Zentimetern. Die Pflanzen überdauern den Winter mit einem unterirdischen Rhizom. Die Laubblätter sind in einer grundständigen Rosette angeordnet. Die Blattspreite ist einfach.

### Generative Merkmale
Die Blütezeit liegt im Frühjahr. Auf einem Blütenstandsschaft steht ein doldiger Blütenstand der 1 bis 25 Blüten enthält. Die zwittrigen Blüten sind radiärsymmetrisch und fünfzählig mit doppelter Blütenhülle. Die fünf Blütenkronblätter sind verwachsen. Charakteristisches Merkmal bei den Götterblumen-Arten sind die fünf umgeschlagene Kronlappen. Der Hals der Blütenkrone hat bei den Götterblumen meist eine auffällige farbige Markierung mit einem Übergang von schwarz-braun zu gelb. Die Kronlappen sind weiß, rosa-, purpurfarben oder rot. Es sind fünf Staubblätter vorhanden.

## Ökologie
Es erfolgt vegetative Vermehrung aus dem überdauernden Rhizom.
Die Bestäubung erfolgt durch Insekten. Götterblumen-Arten produzieren keinen Nektar. Stattdessen sammeln die Bestäuber, vor allem Hummelarten (Bombus spec.), die Pollen. Die Hummeln lösen durch Vibrationen Pollen von den Staubbeuteln (Antheren). Die für die Vibrationsbestäubung typische Blütenform mit zurückgeschlagenen Blütenkronblättern (als „solaniform“ bezeichnet nach den Solanum-Arten; weitere Beispiele: Ramonda-Arten, Oxycoccus-Arten und Cylamen-Arten) und mit poricidalen Staubbeuteln hat sich unabhängig in verschiedenen Pflanzengattungen entwickelt und stellt somit ein typisches Beispiel für konvergente Evolution dar.

## Namensgeschichte
Der Gattungsname Dodecatheon geht auf Plinius den Älteren zurück und setzt sich aus den griechischen Worten dodéka (Zwölf) und théos (Gott) zusammen: Zwölfgötterblume. Anekdotisch soll Plinius die Blume nach den bedeutendsten sechs griechischen Göttinnen und sechs Göttern benannt haben, da ihr allheilende Kräfte und somit die Herrlichkeit der Götter zugeschrieben wurde (25. Buch der Naturgeschichte von Cajus Plinius Secundus). Plinius selbst kann diese nordamerikanische Pflanzenarten nie gesehen haben, welche Pflanzenart genau er mit dem Namen „Dodecatheon“ beschrieb, ist unbekannt, es wird vermutet, dass die Gemeine Schlüsselblume (Primula officinalis) gemeint war. Carl von Linné verwendete allerdings 1754 in der 5. Auflage seines Werkes Genera Plantarum den antiken Namen Dodecatheon für diese nordamerikanische Pflanzengattung. Götterblumen kommen natürlicherweise in Nordamerika und entlang der Beringstraße vor. Ein anderer, am Aussehen der Pflanze inspirierter Name ist Sternschnuppenblume, da die Blütenkrone wie ein Kometenschweif vom spitzen Fruchtstand absteht.

## Systematik und Verbreitung
Der Name Dodecatheon geht auf Carl von Linné zurück. Basierend auf den Ähnlichkeiten der Blüte wurde eine nahe Verwandtschaft zur Gattung Alpenveilchen (Cyclamen) postuliert. Auf Grund der unterschiedlichen geographischen Verbreitung und der morphologischen Ähnlichkeit der Dodecatheon in ihrem Stadium vor der Blüte zur Allioni-Primel (Primula allionii) wurde die Verwandtschaft zur Primula-Gattung genauer untersucht. In Studien an Chloroplasten-DNA und nukleärer DNA wurde ermittelt, dass der jüngste gemeinsame Vorfahr (Most recent common ancestor) aus der Primula-Gattung stammt. Aus diesem Grund werden seit Mast et al. 2007 die Dodecatheon als Sektion der Gattung Primula zugeordnet (vgl. z. B. Jepson-eFlora). Im Gegensatz zu den meisten Primeln sind Dodecatheon nicht heterostyl. Wahrscheinlich hat sich aus einem distylen gemeinsamen Vorfahren bei den Dodecatheon-Arten eine der beiden Morphologien genetisch fixiert und sich in weiteren Schritten die solaniforme Blütenform entwickelt.
Die monophyletische Sektion Dodecatheon gehört zur Untergattung Auriculastrum Schott aus der Gattung Primula L.
Die Arten der Sektion Primula sect. Dodecatheon sind in Nordamerika verbreitet.
Zur Sektion Primula sect. Dodecatheon (L.) A.R.Mast & Reveal gehören:
- Primula austrofrigida (K.L.Chambers) A.R.Mast & Reveal (Syn.: Dodecatheon austrofrigidum K.L.Chambers): Sie kommt in den nordwestlichen USA in Oregon sowie Washington vor.[10]
- Primula clevelandii (Greene) A.R.Mast & Reveal (Syn.: Dodecatheon clevelandii Greene): Sie kommt vom US-Bundesstaat Kalifornien bis in den mexikanischen Bundesstaat Baja California Norte vor.[10]
- Primula fragrans A.R.Mast & Reveal (Syn.: Dodecatheon jeffreyi var. redolens H.M.Hall, Dodecatheon redolens (H.M.Hall) H.J.Thomps.): Sie kommt in den westlichen USA von Kalifornien bis ins westliche Utah vor.[3]
- Primula hendersonii (A.Gray) A.R.Mast & Reveal (Syn.: Dodecatheon hendersonii A.Gray): Sie kommt im westlichen Nordamerika vom südlichen British Columbia bis Kalifornien und Idaho vor.[3]
- Primula jeffreyi (Van Houtte) A.R.Mast & Reveal (Syn.: Dodecatheon jeffreyi hort. ex Van Houtte): Sie kommt im westlichen Nordamerika von Alaska bis Kalifornien und Montana vor.[3]
- Primula latiloba (A.Gray) A.R.Mast & Reveal (Syn.: Dodecatheon dentatum Hook.): Sie kommt im westlichen Nordamerika von British Columbia über Washington bis Oregon und Idaho vor.[10]
- Primula meadia (L.) A.R.Mast & Reveal (Syn.: Dodecatheon meadia L.): Sie ist in den USA weitverbreitet.[10]
- Primula pauciflora (Greene) A.R.Mast & Reveal (Syn.: Dodecatheon pauciflorum Greene, Dodecatheon pulchellum (Raf.) Merr., Exinia pulchella Raf.): Sie ist im westlichen bis zentralen Nordamerika verbreitet.[10]
- Primula standleyana A.R.Mast & Reveal (Syn.: Dodecatheon dentatum var. ellisiae (Standl.) N.H.Holmgren, Dodecatheon ellisiae Standl.): Sie kommt in den südlichen US-Bundesstaaten Arizona sowie New Mexico vor.[10]
- Primula subalpina (Eastw.) Mast & Reveal (Syn.: Dodecatheon subalpinum Eastw., Dodecatheon hendersonii var. yosemitanum H.Mason): Dieser Endemit kommt in Kalifornien wohl nur in der Sierra Nevada vor.[3]
- Primula tetrandra (Suksd. ex Greene) A.R.Mast & Reveal (Syn.: Dodecatheon alpinum (A.Gray) Greene, Dodecatheon meadia var. alpinum A.Gray, Dodecatheon tetrandrum Suksd. ex Greene): Sie kommt in den westlichen USA von Oregon über Kalifornien und Utah bis Arizona vor.[3]
- Primula utahensis (N.H.Holmgren) A.R.Mast & Reveal (Syn.: Dodecatheon dentatum Hook. var. utahense N.H.Holmgren, Dodecatheon utahense (N.H.Holmgren) Reveal): Sie kommt nur in Utah vor.[10]